# Gloria Stuart
Gloria Frances Stuart, ameriška igralka, vizualna umetnica in aktivistka * 4. julij 1910 Santa Monica, Kalifornija, ZDA † 26. septembra 2010 Los Angeles, Kalifornija, ZDA.  
Gloria Stuart je bila sprva znana po svojih vlogah v filmih pred kode, čeprav je pozneje v življenju zaslovela z igranjem nove vloge, upodobila je starejšo Rose DeWitt Bukater v romantični drami Jamesa Camerona, film Titanic (1997), ki je bil najbolj odmeven film vseh časov. Za njen nastop v filmu je dobila nagrado ekranskih igralcev Ceha in nominacijo za zlati globus ter oskarja za najboljšo igralko v vlogi.     
Rodila se je v Santa Monice v Kaliforniji, Stuart je začela igrati že v srednji šoli. Po obisku kalifornijske univerze Berkeley se je lotila svoje filmske kariere v gledališču, nastopala je v lokalnih produkcijah in poletnih nastopih v Los Angelesu in New Yorku. Leta 1932 je podpisala filmsko pogodbo z Universal Pictures in v studiu igrala v številnih filmih, med drugim v filmih grozljivk Stara mračna hiša (1932) in Nevidni človek (1933), ki so ji sledili vlogi v muzikalih Shramley Temple Poor Little Rich Dekle (1936) in Rebeka iz kmetije Sunnybrook (1938). Igrala je tudi kraljico Anne v glasbeni komediji Trije mušketirji (1939).   
Z začetkom leta 1940 je Stuart upočasnila svojo filmsko kariero, namesto da je nastopila v regionalnem gledališču v Novi Angliji. Leta 1945 je Stuart, ko je bil pogodbeni igralec Twentieth Century Foxa, opustila svojo igralsko kariero in se preusmerila na kariero umetnika, ki je delala kot lep tiskar in delala slike, serigrafijo, miniaturne knjige, Bonsai in za to služila za naslednja tri desetletja. V tem obdobju je ustvarila številne delčke, med katerimi je veliko zbirk v Muzeju umetnosti okrožja Los Angeles in Metropolitanskem muzeju umetnosti. 
Stuart se je postopoma vrnila k igranju leta 1970 in igrala v več delih, med drugim v mojih najljubših letih Richarda Benjamina (1982) in Wildcats (1986). V glavno kinematografijo se je vrnila, ko je igrala v filmu Titanic (1997) 101-leto staro Rose Dawson Calvert, ki ji je prinesla številne odlikovanja in obnovila pozornost. Njeno zadnje filmsko igranje je bilo v filmu Wim Wendersa Dežela obilja (2004). Umrla je zaradi odpovedi dihanja, septembra 2010, stara 100 let. 
Poleg svoje igralske in umetniške kariere je bila Stuart vseživljenjska okoljevarstvena in politična aktivistka, ki je bila soustanoviteljica Ceha ekranskih igralcev in holivudske protitlaške lige. 